# Bagnella
Bagnella (Bagnella in piemontese, AFI: [ˌbaˈɲɛla]) è una frazione di Omegna, composta da due nuclei abitativi: Bagnella stessa ed Erbera. Si trova presso la foce del torrente Fiumetta, nei pressi del lago d'Orta.

## Edifici di rilievo

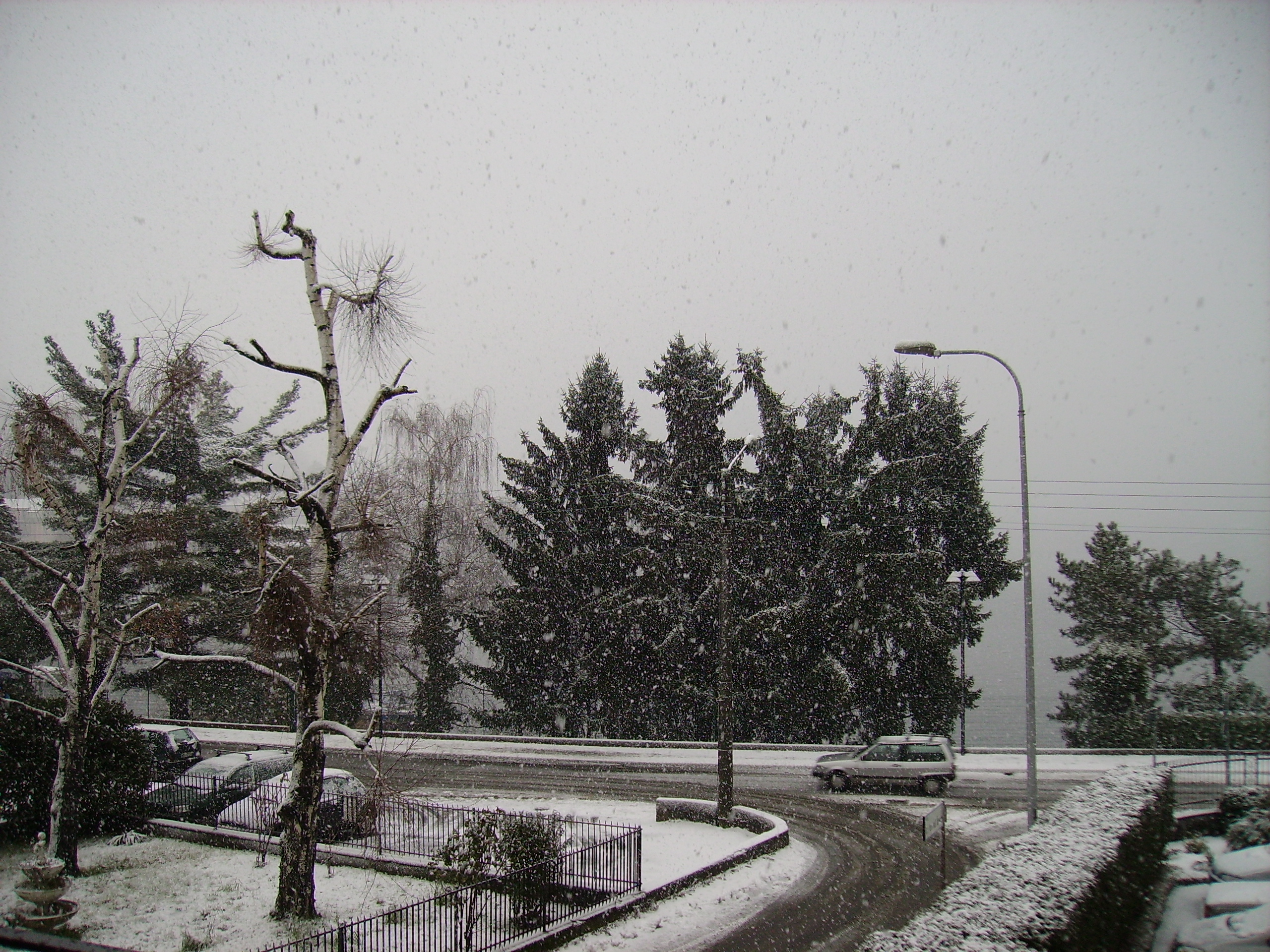
Nevicata a Bagnella

Nel paese vi sono due chiese: una più antica, consacrata a San Bernardino, e una moderna, la chiesa della Santa Croce. Nel mese di maggio, Bagnella è centro della festività di San Bernardino. L'ultimo del mese, invece, si svolge la processione con la Madonna del lago, che percorre tutto il paese fino alla chiesa della Santa Croce.
Bagnella ospita l'"Oasi della vita", situata sulla sponda destra del torrente Fiumetta, in località Erbera: sono orti che il comune di Omegna ha messo a disposizione dei suoi cittadini pensionati. Nel paese si trova anche il centro sportivo di Omegna e, internamente ad esso, il Lido, a lato del quale si trova la sede della Canottieri Città di Omegna.

## Nella letteratura
Nel libro I draghi locopei di Ersilia Zamponi Bagnella e il torrente Fiumetta vengono citati in questi termini:
il torrente Fiumetta 
non ha mai fretta.
Sulle rive di Bagnella 
pesco solo un'alborella 
(e magari neanche quella)..